# قسم قهاب رستاق الريفي (مقاطعة دامغان)
قسم قهاب رستاق الريفي (بالفارسية: دهستان قهاب رستاق) هي قسم تقع في إيران في سمنان. يقدر عدد سكانها بـ 4,363 نسمة .